# La P'tite Fumée
La P'tite Fumée est un groupe de musique électronique français originaire de Biert, dans le département de l'Ariège. 
Formé en 2013, le groupe est composé de Chand Chauveau aka Chand Lpf (didgeridoo, flûte traversière, percussion), Camille Leclercq (guitare), Chris Boggle (guitare basse) et Tristan Broggia (batterie),.

## Biographie
Le style musical de la P'tite Fumée combine des éléments de musique électronique et de musique ethnique, avec des performances live intégrant des instruments traditionnels tels que le didgeridoo, la flûte et diverses percussions.
Au fil des années, La P'tite Fumée a gagné en notoriété grâce à ses compositions originales et à ses prestations scéniques. Le groupe a participé à divers festivals et concerts en France et à l'étranger,.

## Discographie

### Albums
- 2015 : Triboux
- 2017 : Owl Rising
- 2019 : Thunderbird
- 2022 : We Are The Machine
- 2024 : We Are The Machine (Re:Coded)

### Singles
- 2017 : Éléments
- 2019 : Thoda Dhuaan
- 2019 : Thunderbreizh (featuring Les Ramoneurs de Menhir)
- 2020 : Wild Tribe
- 2020 : CasaLoca (featuring Mezerg)
- 2020 : Hurricane
- 2023 : El bandido (featuring Ara Malikian)
- 2023 : Cyber criminels(featuring Alkpote)
- 2023 : Army, Get Ready
- 2024 : Cypher (Remix)

### EP
- 2016 : Expansion

## Tournées
- We Are The Machine Tour (2023)
- RE:CODED Tour[6] (2024)

## Membres

### Membres actuels
- Chand Chauveau (aka Chand Lpf) - didjeridoo, flûte traversière, percussions (depuis 2014)
- Camille Leclercq - guitare (depuis 2014)
- Chris Boggle - guitare basse (depuis 2014)
- Tristan Broggia - batterie (depuis 2014)

### Anciens membres
- Vin's-o Drumaz - batterie (2014 -2021)

## Présence médiatique

### Émission de télévision
En date du 6 décembre 2022, le groupe participe à la 17e saison de l'émission la France a un incroyable talent diffusé sur M6. Ceux-ci se voient offrir un « Golden Buzzer » par André Manoukian et vont aller jusqu'en finale,.
Après leur performance, Sugar Sammy exprime des doutes sur la qualité du groupe, se demandant s'ils sont « assez bons » pour aller en finale, ce qui suscite les remontrances d'André Manoukian. Ce dernier au contraire apprécie le groupe et les qualifie de « shamans », évoquant une énergie particulière.